# Кућа сердара Јована Мићића
Кућа сердара Јована Мићића била је грађевина око кога је касније формирана Чајетина, иако се сам конак налазио на западним обронцима Градине у засеоку Шиповик. Конак је подигнут после Другог српског устанка, као једна од грађевина у комплексу домаћинства које је чинило неколико зграда, међу којима су били госпођин конак (за сердареву жену Вукосаву), шарени конак (за пријем гостију), мали конак (за послугу). 
На основу фотографија које су снимљене непосредно пред рушење зграде, као и на основу запажања Љубише Р. Ђенића, кућа је била занимљиво грађевинско решење, складних и уравнотежених пропорција, са основом 13х10 метара. Зграда је била двоспратна са унутрашњим и спољашњим степеницама које су водиле на спрат. На јужнј фасади је био пространи дрвени трем. По фотографијама, на којима се наслућује техника градње, била је изграђена од камена у приземљу и у техници бондрука на спрату, прекривена шиндром. Претпоставља да су за градњу били ангажовани мајстори Осаћани, који су у том периоду навелико градили по Србији кнеза Милоша, који је, опет, био у блиским односима са сердарем.
Простор приземља се састојао од три собе, оџаклије и велике сале. Спратни део био је подељен дугачким ходником, завршеним оџаклијом на северу, на две целине: источну и западну са по три собе. Свака од соба имала је таванице украшене дуборезом, као и врата изведена резбареним и инкрустираним дрвеним елементима.
Претпоставља се да је конак сердара Мићића срушен 1941. године.